# Abrar Osman
Pour les articles homonymes, voir Adem.
Abrar Osman Adem, né le 1er janvier 1994 à Adi Shumakele, dans la région de Debub, est un athlète érythréen, spécialiste du fond.
Il se démarque en 2010, alors âgé de seize ans, en remportant la médaille d'or du 3 000 mètres aux Jeux olympiques de la jeunesse de 2010 à Singapour puis en montant sur le podium de différentes compétitions de haut niveau à l'international comme les Championnats du monde jeunesse de 2011, les Championnats du monde juniors de 2012, les Championnats d'Afrique de 2014 et les Championnats du monde de semi-marathon de 2016.
Il représente l'Érythrée à trois éditions des Jeux olympiques, les Jeux de la jeunesse en 2010, les Jeux olympiques d'été de Londres en 2012 et ceux de Rio de Janeiro en 2016.

## Biographie
Abrar Osman Adem naît le 1er janvier 1994 à Adi Shumakele, dans une région centrale de l'Érythrée, Debub, et se spécialise rapidement dans les courses de fond, avec une carrière sportive longue débutant professionnellement en 2011. Il mesure 1,68 mètre pour 58 kilogrammes.

## Parcours sportif
Abrar est un spécialiste du fond et pratique régulièrement le 10 000 mètres, le 20 kilomètres, le 3 000 mètres, le 4 miles, le 5 000 mètres, le crosse, le semi-marathon, le marathon, le crosse en équipe et le marathon en équipe.

### Championnats du monde d'athlétisme

#### Championnats du monde d'athlétisme jeunesse 2011
Le 10 juillet 2011, Abrar participe à l'édition des Championnats du monde de la jeunesse de 2011 à Lille en France, et à la même occasion à sa première compétition internationale. Il participe uniquement à l'épreuve du 3 000 mètres ; sur quarante coureurs, il se classe troisième (devant l'éthiopien Solomon Deksisa et derrière les deux kenyans Patrick Mutunga Mwikya et William Malel Sitonik, qui prend la tête du podium) avec un temps de sept minutes, quarante secondes et 89 millièmes de seconde, soit 79 millièmes de seconde de retard sur le premier.

#### Championnats du monde d'athlétisme juniors 2012

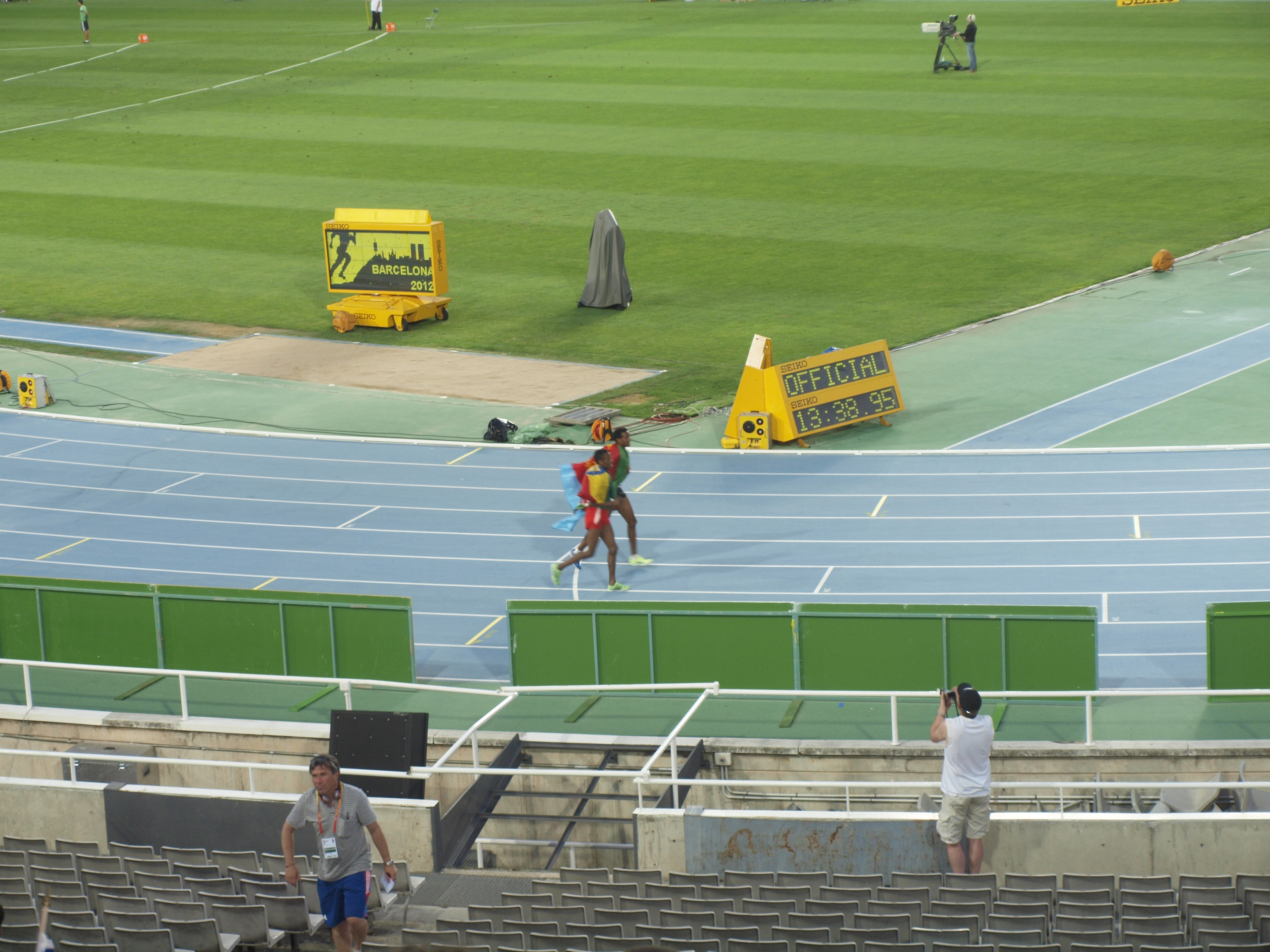
Abrar Osman et Muktar Edris aux Championnats du monde d'athlétisme juniors 2012.

Ces Championnats mondiaux juniors, se déroulant à Barcelone en Espagne, voient pour la première fois Abrar à l'épreuve du 5 000 mètres se déroulant le 14 juillet. Sur les 22 coureurs internationaux, il arrive à se hisser à la deuxième marche du podium avec un temps de treize minutes, quarante secondes et 52 millièmes de seconde, devancer par l'éthiopien Muktar Edris avec un temps de treize minutes, 38 secondes et 95 millièmes de seconde et devant Sitonik, le kenyan qui le devançait lors de l'édition précédente.

#### Championnats du monde d'athlétisme 2015
Ses premiers Championnats du monde, hors catégorie juniors et jeunesse, se déroulent les 22 et 26 août 2015 pour l'édition chinoise à Pékin. Le 22 août, il participe aux 10 000 mètres avec 23 autres coureurs internationaux et atteint la sixième place avec un temps de 27 minutes, 43 secondes et 21 millièmes de seconde devant le turc Ali Kaya et l'américain Galen Rupp, contre un temps de 27 minutes, une seconde et treize millièmes de seconde pour le britannique Mohammed 'Mo' Farah qui arrive premier.
Le 26 août, il prend part dans le premier groupe pour les qualifications du 5 000 mètres mais, avec un temps de treize minutes, 45 secondes et 55 millièmes de seconde, ne parvient pas à sa qualifier pour l'épreuve ; il devance le japonais Suguru Osako mais est devancé par l'éthiopien Imane Merga qui se qualifie avec un meilleur temps.

### Shanghai Dunlop Golden Grand Prix

#### Shanghai Dunlop Golden Grand Prix 2012
Il commence l'année 2012 par le Shanghai Dunlop Golden Grand Prix, un championnat international se déroulant à Shanghai, en Chine. Pour cette édition du Grand Prix, l'érythréen participe à l'épreuve du 5 000 mètres, le 19 mai, et se classe neuvième sur les quinze participants, devant l'éthiopien Mosinet Geremew et derrière le kenyan Sammy Alex Mutahi. Avec un temps de treize minutes, 17 secondes et 32 millièmes de seconde, il a un retard de six secondes et 32 millièmes de seconde sur l'éthiopien Hagos Gebrhiwet, premier de l'épreuve.

#### Shanghai Dunlop Golden Grand Prix 2014
Deux ans après son premier Shanghai Dunlop Golden Grand Prix, il participe à l'édition 2014 à la même épreuve, le 5 000 mètres, mais contrairement à sa première participation, il perd deux places au classement et termine onzième, le 18 mai, avec cependant quatre coureurs supplémentaires et un meilleur temps, avec treize minutes, seize secondes et 45 millièmes de seconde, entre deux kenyans, Jonathan Muia Ndiku qui le devance et Vincent Kipsang Rono.

### Golden Spike Ostrava

#### Golden Spike Ostrava 2012
Moins d'une semaine après le Shanghai Golden Grand Prix, le 25 mai 2012, il participe à l'épreuve du 3 000 mètres du Golden Spike Ostrava, l'une des quatorze étapes du Challenge mondial IAAF, se déroulant à Ostrava en Tchéquie. Lors de cette édition, il se classe onzième sur 17 coureurs, entre l'éthiopien Fikadu Haftu et le polonais Mateusz Demczyszak qui le devance. Il termine l'épreuve avec un temps de sept minutes, 49 secondes et 48 millièmes de seconde contre sept minutes, 37 secondes et 14 millièmes de seconde pour le kenyan Isiah Kiplangat Koech, qui termine premier.

#### Golden Spike Ostrava 2017
Cinq ans après son premier Golden Spike Ostrava, Abrar retourne en Tchéquie pour le 10 000 mètres de ce Challenge mondial IAAF, le 28 juin 2017. Sur quatorze candidats, il se classe dixième, devant le kenyan Alfred Chelal Barkach et derrière le norvégien Sondre Nordstad Moen ; deux autres compatriotes sont également présents : Nguse Tesfaldet, qui arrive quatrième, et Aron Kifle, qui est dernier.

### Jeux olympiques

#### Jeux olympiques d'été de la Jeunesse de 2010
En 2010, alors âgé de 16 ans, Abrar a l'occasion de prendre part aux Jeux olympiques d'été de la Jeunesse pour l'édition de 2010 à Singapour et obtient la médaille d'or pour le 3 000 mètres.

#### Jeux olympiques d'été de 2012
En 2012 s'organisent à Londres, au Royaume-Uni, les Jeux olympiques d'été ; Abrar participe à cette édition en athlétisme pour l'épreuve du 5 000 mètres masculin, se déroulant le 8 août. Il est placé dans le deuxième groupe pour l'épreuve éliminatoire et termine onzième avec un temps de treize minutes, 24 secondes et quarante millièmes de seconde, devant le britannique Nick McCormick et derrière le djiboutien Mumin Gala ; son classement ne lui permet pas de participer à l'épreuve finale.

#### Jeux olympiques d'été de 2016
Sa deuxième participation aux Jeux à lieu pour l'édition de 2016, à Rio de Janeiro au Brésil. Il participe uniquement à l'épreuve du 5 000 mètres, premièrement pour se qualifier le 17 août, où il est placé dans la deuxième liste avec 24 autres athlètes et où il se classe huitième ; et deuxièmement, pour participer à l'épreuve en tant que telle le 21 août ; il se classe alors dixième avec un temps de treize minutes, neuf secondes et 56 millièmes de seconde devant l'américain Hassan Mead et derrière le bahreïnien Birhanu Balew.

### Championnats du monde de cross-country

#### Championnats du monde de cross-country 2013
Il débute l'année 2013 en participant aux Championnats du monde de cross-country à Bydgoszcz en Pologne. Le 24 mars, il participe au crosse masculin et, sur les 96 concurrents, se classe à la 18e position avec un temps de 33 minutes et 42 secondes, devant l'américain Robert Mack et derrière l'américain Ryan Vail.
Le même jour, il participe aux Championnats à l'épreuve de crosse en équipe avec ses compatriotes Nguse Tesfaldet, Samsom Gebreyohannes, Goitom Kifle et Teklemariam Medhin. Sur les quinze équipes nationales, l'équipe érythréenne arrive à la quatrième position, derrière les trois premières, l'équipe kenyane, troisième, l'équipe américaine et l'équipe éthiopienne qui termine première. Elle devance l'équipe ougandaise d'un point.

#### Championnats du monde de cross-country 2015
En 2015, il participe à l'édition des Championnats du monde de cross-country à Guiyang, en Chine. Le 28 mars, il prend part au crosse avec 108 autres coureurs internationaux et atteint la treizième place avec un temps de 36 minutes et treize secondes contre 34 minutes et 52 secondes pour le kenyan Geoffrey Kipsang Kamworor, qui atteint la première place.
Juste après cette épreuve, il prend part avec ses compatriotes Teklemariam Medhin, Goitom Kifle (tous deux déjà présents à ses côtés à l'édition précédente), Tsegay Tuemay et Hiskel Tewelde à l'épreuve du crosse par équipe et atteint comme en Pologne la quatrième position, derrière l'équipe bahreïnienne et devant l'équipe ougandaise ; c'est l'équipe éthiopienne qui remporte l'épreuve.

### Doha Diamond League

#### Doha Qatar Athletics Super Grand Prix 2013
L'athlète participe pour la première fois à la Doha Diamond League en 2013, alors nommée la Doha Qatar Athletics Super Grand Prix, à Doha, la capitale qatari. Le 10 mai, il participe au 3 000 mètres et parvient à atteindre la huitième place sur les 14 coureurs internationaux ; avec un temps de sept minutes, 39 secondes et septante millièmes de seconde, il se classe devant le kenyan Jairus Kipchoge Birech et derrière un autre kenyan, Augustine Kiprono Choge.

#### Doha Qatar Athletics Super Grand Prix 2015
Deux ans après sa première Doha Diamond League, il participe à l'édition de 2015 et perd une place par rapport à son précédent classement pour la même épreuve le 15 mai ; il prend également plus de temps à terminer la course qu'en 2013 avec un temps de sept minutes, 44 secondes et 59 millièmes de seconde.

### Birmingham Grand Prix
Plus d'un mois après la Doha Diamond League, le 30 juin 2013, il participe au 5 000 mètres du Birmingham Aviva British Grand Prix, à Birmingham en Angleterre. Il se classe mal, avec un temps de treize minutes, 29 secondes et 69 millièmes de secondes ; sur les treize athlètes internationaux, il parvient seulement à la neuvième place, devant l'éthiopien Yigrem Demelash et derrière l'australien Collis Birmingham.

### Dam tot Damloop
Pour son premier 10 miles international, il se rend à la mythique course entre Amsterdam et Zaandam, le 22 septembre 2013, aux Pays-Bas. Cette course, c'est le Dam tot Damloop, réunissant une centaine de coureurs principalement belges et néerlandais ; avec un temps de 46 minutes et 36 secondes, il se classe sixième devant le kenyan Kenneth Kipkemoi et derrière le kenyan Leonard Patrick Komon, contre un temps de 45 minutes et 28 secondes pour son compatriote Nguse Tesfaldet qui arrive premier et un temps d'une heure, 18 minutes et quarante secondes pour le dernier, le néerlandais Ronnie Boomsma.

### 4 Miles Groningen
Sa première victoire individuelle, il l'obtient aux Pays-Bas, à Groningue, lors du 4 Miles Groninguen, le 13 octobre 2013. Avec un temps de 17 minutes et 29 secondes, il se classe premier sur la quarantaine de participants, dont 34 néerlandais. Les éthiopiens Yenew Alamirew et Haile Gebrselassie ferment le podium alors que le néerlandais Wilfred Van Holdt, avec un peu moins de trois minutes de retard sur Abrar, ferme le classement.

### Championnats d'Afrique d'athlétisme
Pour sa première participation aux Championnats d'Afrique d'athlétisme, il se rend à Marrakech, au Maroc, pour la 19e édition des Championnats. Il participe à l'épreuve du 5 000 mètre, le 14 août 2014, et se place à la dernière marche du podium sur treize candidats africains. Il est devancer par deux kenyans, Isiah Kiplangat Koech et Caleb Mwangangi, qui termine premier avec un temps de treize minutes, 34 secondes et 27 millièmes de seconde, soit un peu plus de deux secondes d'avance sur Abrar, qui devance le kenyan Joseph Kiplimo Kitur.

### Coupe continentale d'athlétisme
Un mois après les Championnats d'Afrique, il se rend le 14 septembre 2014 à Marrakech, au Maroc, pour participer à l'une des plus grandes compétitions intercontinentales d'athlétisme : la Coupe continentale d'athlétisme. L'édition de 2014 est la deuxième après celle de 2010 à Split, en Croatie, et confronte en équipe quatre continents, l'Afrique, les Amériques, l'Asie-Pacifique et l'Europe, réunissant les meilleurs athlètes internationaux. C'est ainsi qu'il participe face à sept autres candidats (le bahreïnien Aweke Ayalew, l'américain Bernard Lagat, le kenyan Caleb Mwangangi Ndiku, le brésilien Carlos Dos Santos, l'azerbaidjanais Hayle Ibrahimov, le néo-zélandais Nick Willis et l'allemand Richard Ringer) à l'épreuve du 3 000 mètres, dans laquelle il termine sixième avec un temps de huit minutes, une seconde et vingt millièmes de seconde, devant l'allemand et derrière le bahreïnien.

### Jeux africains
En 2015, il participe aux Jeux africains pour l'édition congolaise, dans la capitale de la République, soit Brazzaville. Ces Jeux, l'équivalent des Jeux européens ou des Jeux asiatiques, est comparée à des Jeux olympiques à l'échelle continentale et ne comprend donc que les nations africaines. Le 17 septembre, il participe avec quinze autres coureurs aux 5 000 mètres et arrive au pied du podium, derrière, respectivement du premier au troisième, les éthiopiens Getaneh Molla et Leul Gebresilase et le kenyan Thomas Pkemei Longosiwa, avec un temps de treize minutes, 23 secondes et 79 millièmes de seconde.

### Championnats du monde de semi-marathon

#### Championnats du monde de semi-marathon 2016
Son premier Championnat du monde de semi-marathon à lieu le 26 mars 2016 pour l'édition galloise de Cardiff. Il prend part premièrement au semi-marathon avec 85 autres coureurs internationaux et arrive septième avec un temps d'une heure et 58 secondes contre 59 minutes et dix secondes pour le kenyan Geoffrey Kipsang Kamworor qui remporte l'épreuve et une heure, 17 minutes et 22 secondes pour l'islandais Armann Eydal Albertsson qui termine dernier.
Deuxièmement, le même jour, il prend part pour le semi-marathon en équipe accompagné de ses compatriotes Nguse Tesfaldet, Hiskel Tewelde et Samsom Gebreyohannes contre treize autres équipes ; l'équipe arrive à la dernière marche du podium derrière les équipes éthiopienne et kenyane mais devant l'équipe britannique alors que l'équipe islandaise ferme le classement avec près d'une demi-heure de retard sur l'équipe érythréenne.

#### Championnats du monde de semi-marathon 2018
L'édition de 2018 a lieu à Valence, en Espagne, le 24 mars 2018 ; il participe aux deux épreuves, le semi-marathon et le semi-marathon par équipe. Pour la première épreuve, il courre avec 151 autres athlètes internationaux et se classe 25e avec un temps d'une heure, deux minutes et cinq secondes, devant l'ougandais Felix Chemonges et derrière le japonais Suguru Osako. Son compatriote Aron Kifle se classe quant à lui troisième.
Pour l'épreuve en équipe, l'Érythrée arrive au pied du podium derrière les trois premières équipes que sont l'éthiopienne, la kenyane et la bahreïnienne et devant l'équipe ougandaise. Avec Abrar, l'équipe érythréenne était composée d'Amanuel Mesel, de Nguse Tesfaldet, d'Afawerki Berhane et d'Aron Kifle. Il y avait 23 équipes au total.

### Fanny Blankers-Koen Games
Le Fanny Blankers-Koen Games, en hommage à la néerlandaise Fanny Blankers-Koen, est, comme le Golden Spike Ostrava, l'une des quatorze étapes du Challenge mondial IAAF, se déroulant chaque année à Hengelo aux Pays-Bas. Abrab y prend part le 22 mai 2016 pour l'épreuve du 5 000 mètres et termine deuxième sur les 18 concurrents internationaux.

### Marathons et semi-marathons

#### Marathon d'Amsterdam
Son premier marathon d'importance internationale est celui d'Amsterdam, la capitale néerlandaise, pour lequel il se classe dixième le 20 octobre 2019 sur les cinquante marathoniens, en un temps de deux heures, sept minutes et 44 secondes.
Son deuxième marathon, celui d'Amsterdam de nouveau, a lieu en pleine pandémie de la maladie à coronavirus 2019 à la suite du SARS-CoV-2, qui touche particulièrement l'Europe. Le 17 octobre 2021, il perd huit places dans le classement en comparaison de sa première participation en 2019. Il se classe ainsi 18e sur les quelque 86 marathoniens.

#### Semi-marathon de Barcelone
Quelques semaines avant que les pays du monde ne se confinent, surtout en Europe et en Asie, en raison de la maladie à coronavirus 2019, Abrar participe le 16 février 2020 au semi-marathon de Barcelone et, sur la vingtaine de marathoniens, parvient avec un temps d'une heure et cinq secondes à atteindre la quatrième place.

### Compétitions diverses
En dehors de ces compétitions, il a participé : aux essais en Afrique de l'Est pour les Jeux Olympiques de la Jeunesse (Khartoum, 2010), au San Silvestre de Vitoria (Vitoria, 2010), au Meeting voor Mon (Kessel-Lo, 2011), au Folksam Grand Prix (Eskilstuna, 2011), au Hemmer Omloop (Hem, 2011), au Bitburger Silvesterlauf (Trèves, 2011), au Campaccio Classica del Cross (San Giorgio su Legnano, 2012), au Giro Podistico di Pettinengo (Pettinengo, 2012), à la Corrida Pedestre Internationale de Houilles (Houilles, 2012), au Loto Crosscup Hannut (Hannut, 2013), aux Championnats d'Érythrée de cross (Mendefera, 2014), aux Championnats d'Afrique de cross (Kampala, 2014), à l'Internationale Bottrop Gala (Bottrop, 2015), à l'AirTel Delhi (New Delhi, 2015), aux Championnats d'Érythrée (Asmara, 2015), au Croix Internacional de San Sebastián (Saint-Sébastien, 2016) et au Scholten Awater Zevenheuvelenloop (Nimègue, 2016).

## Palmarès
| Date | Compétition                            | Lieu           | Résultat | Épreuve     | Performance    |
| ---- | -------------------------------------- | -------------- | -------- | ----------- | -------------- |
| 2010 | Jeux olympiques de la jeunesse         | Singapour      | 1er      | 3 000 m     | 8 min 07 s 24  |
| 2011 | Championnats du monde jeunesse         | Lille          | 3e       | 3 000 m     | 7 min 40 s 89  |
| 2012 | Championnats du monde juniors          | Barcelone      | 2e       | 5 000 m     | 13 min 40 s 52 |
| 2014 | Championnats d'Afrique                 | Marrakech      | 3e       | 5 000 m     | 13 min 36 s 42 |
| 2015 | Championnats du monde                  | Pékin          | 6e       | 10 000 m    | 27 min 43 s 21 |
| 2016 | Championnats du monde de semi-marathon | Cardiff        | 7e       | Individuel  | 1 h 0 min 58 s |
| 2016 | Championnats du monde de semi-marathon | Cardiff        | 3e       | Par équipes |                |
| 2016 | Jeux olympiques                        | Rio de Janeiro | 10e      | 5 000 m     | 13 min 09 s 56 |

## Records
| Épreuve       | Performance    | Lieu       | Date              |
| ------------- | -------------- | ---------- | ----------------- |
| 3 000 m       | 7 min 39 s 70  | Doha       | 10 mai 2013       |
| 10 000 m      | 27 min 41 s 69 | Leyde      | 13 juin 2015      |
| 15 000 m      | 42 min 19 s    | Cardiff    | 26 mars 2016      |
| 20 000 m      | 57 min 37 s    | Cardiff    | 26 mars 2016      |
| 5 000 m       | 13 min 4 s 12  | Hengelo    | 22 mai 2016       |
| 10 miles      | 46 min 11 s 8  | Zaandam    | 18 septembre 2016 |
| semi-marathon | 1 h 0 min 19 s | Copenhague | 17 septembre 2017 |

## Vidéothèque
- Abrar Osman secures Bronze medal on African Athletics Championship | ERiTV
- Eritrean Athlete Abrar O. wins Bronze medal in 5km race at 19th African Athletics
- EriTV Sport 2nd and 3rd Place for Eritrea in 10K Race - Abrar Osman